# دايفيد نيلسن
دايفيد نيلسن (بالدنماركية: David Nielsen)‏ (1 ديسمبر 1976 بسكاجن في الدنمارك - ) هو لاعب كرة قدم دانمركي في مركز الهجوم. شارك مع منتخب الدنمارك تحت 16 سنة لكرة القدم ومنتخب الدنمارك تحت 17 سنة لكرة القدم ومنتخب الدنمارك تحت 19 سنة لكرة القدم ومنتخب الدنمارك تحت 21 سنة لكرة القدم. أما مع النوادي، فقد لعب مع غريمسبي تاون وفورتونا دوسلدورف ونادي أوبه ونادي أودنسه ونادي بران ونادي ستارت ونادي سترومسغودست لكرة القدم ونادي سترومسغودست ونادي كوبنهاغن ونادي لينغبي ونادي ميتييلاند ونورويتش سيتي ونادي ويمبلدون وFyllingen Fotball ‏ والبورك بولدسبيلكلوب ‏.

## وصلات خارجية
- دايفيد نيلسن على موقع IMDb (الإنجليزية)

- دايفيد نيلسن على موقع قاعدة بيانات كرة القدم.إي يو (الإنجليزية)
- دايفيد نيلسن على موقع بيانات كرة القدم. دي إي (الألمانية)
- دايفيد نيلسن على موقع Soccerbase.com (لاعب) (الإنجليزية)
- دايفيد نيلسن على موقع عالم كرة القدم.نت (الإنجليزية)